# Nephodia vicinaria
Nephodia vicinaria là một loài bướm đêm trong họ Geometridae.